# Combat de Kapellen
Guerre des Paysans
Batailles
- Saint-Nicolas
- 1er Boom
- Merchtem
- Zele
- Malines
- 2e Boom
- Hooglede
- Moorslede
- Zonnebeke
- 1er Diest
- 1er Louvain
- Alost
- Turnhout
- Enghien-Hal
- Hérinnes
- Audenarde
- Leuze
- 2e Louvain
- Ingelmunster
- Duffel
- Herentals
- Arzfeld
- Clervaux
- Amblève
- Stavelot
- Pollare
- Londerzeel
- Kapelle-op-den-Bos
- Bornem
- Meerhout
- 2e Diest
- 3e Diest
- Mol
- Jodoigne
- Marilles
- Beauvechain
- Hélécine
- Kapellen
- Meylem
- Hasselt

Le combat de Kapellen se déroule pendant la guerre des Paysans.

## Déroulement
Après le siège de Diest, Jan Cornelis Eelen, à la tête des insurgés du Hageland, se porte à Kortenaken du 16 au 22 novembre, puis à Geetbets du 22 novembre au 3 décembre. Le 2 décembre, Eelen est rejoint par plusieurs centaines d'hommes du Brabant wallon menés par Antoine Constant. Les rebelles belges tiennent alors une zone délimitée par Kapellen à l'ouest, Halen au nord, Rumigny à l'est et Léau au sud.
Le 2 décembre, une colonne du général Jardon quitte Louvain et se porte à Winghe-Saint-Georges avant d'attaquer les rebelles à Kapellen. L'attaque est un échec et les Républicains sont repoussés par le premier poste-avancé. Ils se replient sur Winghe, laissant aux mains des insurgés une soixantaine de prisonniers, parmi lesquels deux officiers.
Plusieurs insurgés voulurent exécuter les prisonniers, néanmoins ces derniers sont sauvés par l'intervention de Wittevrouwen, le lieutenant de Eelen. Le 3 décembre, les rebelles envoient deux parlementaires à Louvain négocier un échange de prisonniers avec le général Jardon. Cependant les discussions n'aboutissent pas et les parlementaires repartent sans qu'un accord ne soit trouvé.